# 남부후티아
남부후티아 또는 후벤투드섬나무후티아(Mysateles meridionalis)는 후티아과에 속하는 설치류의 일종이다. 쿠바 후벤투드섬의 저지대 습윤 숲에서 서식한다. 서식지 감소로 위협을 받고 있다.